# Manastiriszte
Manastiriszte (bułg. Манастирище) – wieś w Bułgarii, w obwodzie Wraca, w gminie Chajredin. Według danych szacunkowych Ujednoliconego Systemu Ewidencji Ludności oraz Usług Administracyjnych dla Ludności, 15 września 2023 roku miejscowość liczyła 908 mieszkańców. Wieś położona jest w nizinie Naddunajskiej, nad rzeką Ogosta.